# Покровский (Нурлатский район)
Покровский (тат. Зирекле) — посёлок в Нурлатском районе Республики Татарстан, в составе Новотумбинского сельского поселения.

## География
Посёлок находится близ границы с Самарской областью, в 49 км к западу от города Нурлат.

### Часовой пояс
Посёлок Покровский как и вся республика Татарстан, находится в часовой зоне МСК (московское время). Смещение применяемого времени относительно UTC составляет +3:00.

## Население
| 1926 | 1949 | 1958 | 1970 | 1979 | 1989 | 2002 | 2010 |
| ---- | ---- | ---- | ---- | ---- | ---- | ---- | ---- |
| 112  | 177  | 155  | 37   | 19   | 0    | 0    | 0    |

## Инфраструктура
Отсутствует.